# Jorge Kadú
Jorge Paulo Lima Alves, meglio noto come Jorge Kadú (Mindelo, 10 aprile 1991), è un ex calciatore capoverdiano, di ruolo attaccante.

## Carriera

### Club
Ha giocato nella massima serie polacca e in quella angolana.

### Nazionale
Tra il 2007 e il 2009, ha giocato 3 partite con la nazionale capoverdiana, realizzandovi anche 2 reti.

## Statistiche

### Presenze e reti nei club
| Stagione                 | Squadra                  | Campionato               | Campionato | Campionato | Coppe nazionali | Coppe nazionali | Coppe nazionali | Coppe continentali | Coppe continentali | Coppe continentali | Altre coppe | Altre coppe | Altre coppe | Totale | Totale |
| Stagione                 | Squadra                  | Comp                     | Pres       | Reti       | Comp            | Pres            | Reti            | Comp               | Pres               | Reti               | Comp        | Pres        | Reti        | Pres   | Reti   |
| ------------------------ | ------------------------ | ------------------------ | ---------- | ---------- | --------------- | --------------- | --------------- | ------------------ | ------------------ | ------------------ | ----------- | ----------- | ----------- | ------ | ------ |
| 2011-2012                | Operário dos Açores      | SD                       | 8          | 0          |                 | -               | -               |                    | -                  | -                  |             | -           | -           | 8      | 0      |
| lug.-dic. 2012           | Sintrense                | TD                       | 9          | 1          |                 | -               | -               |                    | -                  | -                  |             | -           | -           | 9      | 1      |
| gen.-mag. 2013           | Quarteirense             | CNS                      | 16         | 3          |                 | -               | -               |                    | -                  | -                  |             | -           | -           | 16     | 3      |
| lug.-dic. 2013           | Quarteirense             | CNS                      | 16         | 11         |                 | -               | -               |                    | -                  | -                  |             | -           | -           | 16     | 11     |
| Totale Quarteirense      | Totale Quarteirense      | Totale Quarteirense      | 53         | 4          |                 | -               | -               |                    | -                  | -                  |             | -           | -           | 53     | 4      |
| gen.-mag. 2014           | Zawisza Bydgoszcz        | EK                       | 10         | 3          | CP              | 3               | 1               |                    | -                  | -                  |             | -           | -           | 13     | 4      |
| 2014-feb. 2015           | Zawisza Bydgoszcz        | EK                       | 16         | 2          | CP              | 1               | 0               | UEL                | 2                  | 0                  |             | -           | -           | 19     | 2      |
| Totale Zawisza Bydgoszcz | Totale Zawisza Bydgoszcz | Totale Zawisza Bydgoszcz | 26         | 5          |                 | 4               | 1               |                    | 2                  | 0                  |             | -           | -           | 32     | 6      |
| feb.-mag. 2015           | Miedź Legnica            | 1L                       | 9          | 2          |                 | -               | -               |                    | -                  | -                  |             | -           | -           | 9      | 2      |
| 2015                     | Académica Lobito         | 1D                       | 8          | 2          |                 | -               | -               |                    | -                  | -                  |             | -           | -           | 8      | 2      |
| 2016                     | Académica Lobito         | 1D                       | 10         | 3          |                 | -               | -               |                    | -                  | -                  |             | -           | -           | 10     | 3      |
| 2017                     | Académica Lobito         | 1D                       | 7          | 4          |                 | -               | -               |                    | -                  | -                  |             | -           | -           | 7      | 4      |
| 2018                     | Académica Lobito         | 1D                       | 6          | 2          |                 | -               | -               |                    | -                  | -                  |             | -           | -           | 6      | 2      |
| Totale Académica Lobito  | Totale Académica Lobito  | Totale Académica Lobito  | 31         | 11         |                 | -               | -               |                    | -                  | -                  |             | -           | -           | 31     | 11     |
| Totale carriera          | Totale carriera          | Totale carriera          | 115        | 33         |                 | 4               | 1               |                    | 2                  | 0                  |             | -           | -           | 121    | 34     |

## Palmarès

### Club

#### Competizioni nazionali
- Campionato capoverdiano: 1

Mindelense: 2011
- Coppa di Polonia: 1

Zawisza Bydgoszcz: 2013-2014
- Supercoppa di Polonia: 1

Zawisza Bydgoszcz: 2014